# Elezioni parlamentari in Germania del 1930

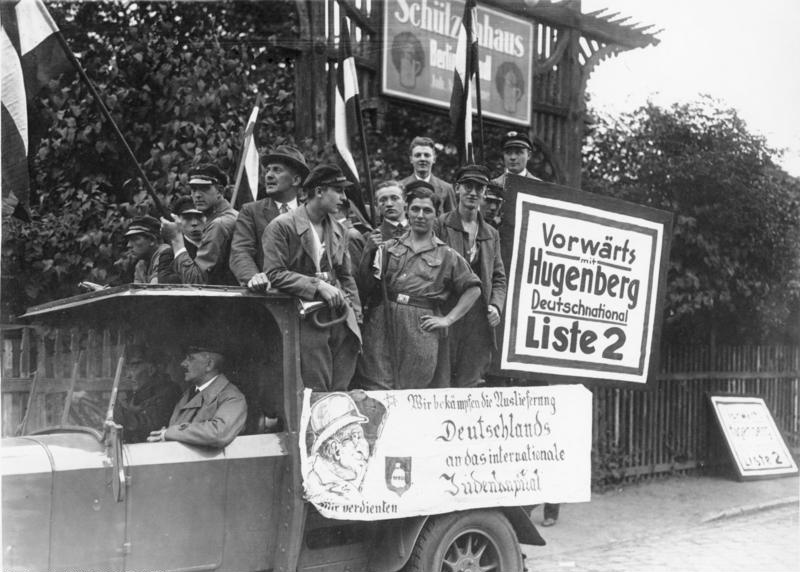
Militanti del Partito Popolare Nazionale Tedesco fanno propaganda elettorale per le elezioni del 1930

Le elezioni parlamentari tedesche del 1930 furono le seste consultazioni politiche nazionali della Repubblica di Weimar e si tennero il 14 settembre. Quando si conclusero, partirono i preparativi per l'inizio della quinta legislatura del Reichstag.

## La caduta di Brüning
Il 30 marzo 1930 si era formato un traballante governo di larghe intese guidato da Heinrich Brüning del Centro Cattolico, il quale di fronte alla Grande depressione dell'anno precedente aveva proposto al Parlamento misure di copertura economica molto rigide. Il 16 luglio 1930 Paul von Hindenburg avallò la proposta del cancelliere e firmò il decreto d'emergenza sull'economia e sulla finanza: l'intervento a gamba tesa del presidente avvenne perché le misure probabilmente non sarebbero state approvate dalla maggioranza dei deputati.
Il 18 luglio Hermann Dietrich, ministro delle Finanze appartenente al Partito Democratico Tedesco, avvisò il Parlamento che i provvedimenti erano stati approvati dall'eroe della Grande Guerra; pertanto essi si potevano già considerare in corso d'opera. Alle vibranti proteste dei parlamentari fece seguito un progetto di modifica costituzionale presentato da socialdemocratici, comunisti, nazisti e popolari-nazionali: con esso l'articolo 48 della Costituzione di Weimar, che consentiva al presidente di approvare decreti d'emergenza anche senza il consenso del Parlamento, veniva mandato in soffitta (i sì al progetto furono 256).
Di fronte a un gabinetto che non godeva più di una maggioranza, Hindenburg sciolse la camera e Brüning indisse nuove elezioni per il 14 settembre. Egli si presentava agli elettori con un programma di austerità che prevedeva, tra le altre cose, una forte diminuzione della spesa pubblica (in parte già in vigore senza l'approvazione del Reichstag).

## Campagna elettorale
Poco dopo la caduta dell'esecutivo i partiti cominciarono la loro campagna elettorale. Il Partito Socialdemocratico (SPD) tentò di contrastare in tutti i modi il Partito Nazista (NSDAP), che alle consultazioni di due anni prima aveva ottenuto appena il 2,6% dei voti ma era in forte crescita, mettendo in guardia gli elettori dal pericolo fascista. L'appello, rivolto ai cittadini "contro il blocco della svastica", fu raccolto anche dal Partito Comunista (KPD) che indì per il 1º agosto una manifestazione unitaria con l'SPD.

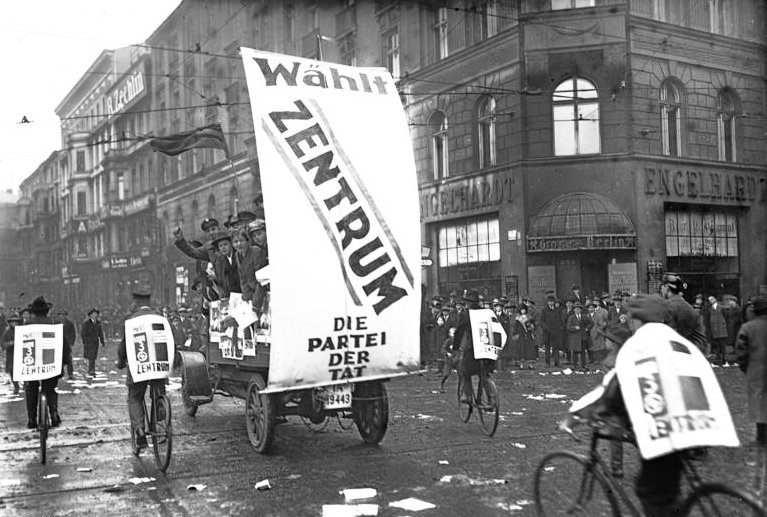
Campagna elettorale del Centro Cattolico

I partiti di sinistra sembravano avere un certo seguito: un comizio socialdemocratico a Lustgarten fu seguito da circa 30.000 persone, mentre il KPD a Winterfeldtplatz raccolse 15.000 cittadini. Il 23 agosto ci furono degli scontri a Bolesławiec (oggi in Polonia) tra militanti comunisti e nazisti: il bilancio fu di tre morti e due feriti gravi, ma la polizia non intervenne.
Il 24 agosto il KPD pubblicò sul proprio organo di stampa, Die Rote Fahne, una Dichiarazione programmatica per la liberazione nazionale e sociale del popolo tedesco, in cui attaccava violentemente l'ordine europeo definito dal trattato di Versailles. Nel proclama il KPD rivendicava di essere l'autentico rappresentante degli interessi nazionali tedeschi in contrapposizione all'NSDAP, accusato di tradimento in favore dei nemici della Germania proprio come l'SPD, i cui capi erano definiti «non solo gli sgherri della borghesia tedesca, ma allo stesso tempo gli agenti volontari dell'imperialismo francese e polacco». La campagna comunista raggiunse il suo apice il 12 settembre quando, al Palazzo dello Sport di Berlino, riuscì a radunare una folla immensa.
Nel corso di questa campagna elettorale il Partito Popolare Nazionale Tedesco (DNVP) fu falcidiato da dissidi interni. Il 17 luglio avvenne la frattura tra la corrente estremista e antidemocratica del presidente del partito Alfred Hugenberg e le fazione moderata di Kuno von Westarp: quest'ultimo fu il promotore di una scissione che diede vita al Partito Popolare Conservatore. L'8 agosto, inoltre, sette parlamentari del DNVP abbandonarono il movimento per dissidi con Hugenberg, il quale al Palazzo dello Sport di Berlino profetizzò la prossima venuta di un Terzo Reich (14 agosto).
Il Partito Popolare Tedesco (DVP) si adoperò al fine di creare una coalizione unitaria di centro, ma il 7 agosto l'offerta venne rifiutata sia dai popolarconservatori sia dal Partito della Classe Media Tedesca. Il 27 agosto inoltre venne formato il Partito dello Stato Tedesco, la cui maggioranza dei membri proveniva proprio dal DVP.
La campagna elettorale del Partito Nazista fu organizzata principalmente da Joseph Goebbels. I nazionalsocialisti denunciarono il crollo della Germania nell'ambito del "sistema di Weimar" e affermarono vibrantemente che il peggioramento economico era dovuto a un complotto internazionale ai danni della Repubblica; su istruzione dello stesso Goebbels, le tematiche antisemite furono attenuate. Il 10 agosto si tenne a Schlossplatz un raduno nazista che però, pur gremito di bandiere, fu presenziato da sole 400 persone: Adolf Hitler reagì a questo insuccesso con una tattica presenzialista, eseguendo più di venti orazioni pubbliche tra il 3 agosto ed il 13 settembre.
In un discorso tenuto il 10 settembre al Palazzo dello Sport di Berlino, in cui erano presenti almeno 16.000 elettori, egli affermò che i nazionalsocialisti erano pronti armi in pugno a combattere contro gli impostori e che obiettivo del suo partito era aumentare i poteri dello Stato centrale, che solo così rafforzato avrebbe potuto risolvere i problemi del popolo.

## Risultati e conseguenze
| Partito | Partito                                                       | Voti (%) | Voti       | Seggi | Differenza (%) | /       |
| ------- | ------------------------------------------------------------- | -------- | ---------- | ----- | -------------- | ------- |
|         | Partito Socialdemocratico di Germania (SPD)                   | 24,5     | 8.575.244  | 143   | 5,3            | 10      |
|         | Partito Nazionalsocialista Tedesco dei Lavoratori (NSDAP)     | 18,3     | 6.379.672  | 107   | 15,7           | 95      |
|         | Partito Comunista di Germania (KPD)                           | 13,1     | 4.590.160  | 77    | 2,5            | 23      |
|         | Partito di Centro Tedesco (DZP)                               | 11,8     | 4.127.000  | 68    | 0,3            | 7       |
|         | Partito Popolare Nazionale Tedesco (DNVP)                     | 7,0      | 2.457.686  | 41    | 7,3            | 32      |
|         | Partito Popolare Tedesco (DVP)                                | 4,5      | 1.577.365  | 30    | 4,2            | 15      |
|         | Partito della Classe Media Tedesca (WP)                       | 3,9      | 1.361.762  | 23    | 0,6            | Stabile |
|         | Partito dello Stato Tedesco (DStP)                            | 3,8      | 1.322.034  | 20    | 1,0            | 5       |
|         | Partito Cristiano-Nazionale dei Contadini e dei Rurali (CNBL) | 3,1      | 1.108.043  | 19    | 1,2            | 10      |
|         | Partito Popolare Bavarese (BVP)                               | 3,0      | 1.058.637  | 19    | 0,1            | 2       |
|         | Cristiano-Sociali al Servizio del Popolo (CSVD)               | 2,5      | 868.269    | 14    | -              | -       |
|         | Partito dei Contadini Tedeschi (DBP)                          | 1,0      | 339.434    | 6     | 0,6            | 2       |
|         | Partito Popolare Conservatore (KVP)                           | 0,8      | 290.579    | 4     | -              | -       |
|         | Lega Agraria (Landbund)                                       | 0,6      | 193.926    | 3     | 0,1            | Stabile |
|         | Partito Tedesco-Hannoveriano (DHP)                            | 0,4      | 144.286    | 3     | 0,2            | 1       |
|         | Partito Popolare del Reich                                    | 0,8      | 271.291    | -     | 0,9            | 2       |
|         | Altri                                                         | 0,9      | 291.083    | -     |                |         |
| Totale  | Totale                                                        | 100,00   | 34.956.471 | 577   |                | 86      |

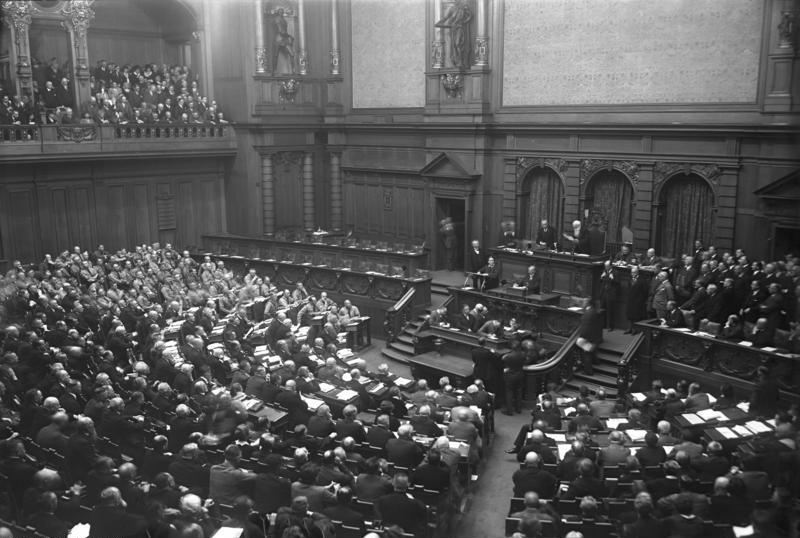
Seduta del Parlamento: si notano i deputati nazisti in divisa

L'affluenza alle urne fu dell'82%, in aumento rispetto al 1928 del 6,4%: ciò significa che in questa occasione si recarono alle urne 4.2 milioni di elettori in più, in gran parte arrabbiati per le condizioni economiche della Germania. Non è un caso, quindi, che a rafforzarsi furono soprattutto i partiti "antisistema": il NSDAP (+15,7% dei voti, ottenuti però spesso con la violenza) e, in misura minore, il KPD (+2,5%) possono essere considerati i veri vincitori di queste consultazioni. Al contrario DVP (-4,2%), SPD (-5,3%) e soprattutto il DNVP di Hugenberg (-7,3%) fecero registrare delle gravi perdite.
Hitler, che nel 1928 poteva contare solo su 810.000 suffragi, stavolta poteva contare su ben 6.400.000 sostenitori; queste elezioni per lui rappresentarono la svolta politica: il NSDAP fu il secondo partito in ordine di preferenze e l'ex caporale austriaco iniziò a essere considerato un politico in ascesa. I nazisti sfondarono soprattutto nella Germania del nord-est: nello Schleswig-Holstein passarono dal 4% al 27% ed anche in Prussia Orientale, in Pomerania, ad Hannover e nel Meclemburgo superarono il 20%. Quando i risultati furono resi noti, Goebbels scrisse nel suo diario: "Il palazzo dello sport è come un manicomio: le SA mi porteranno per la sala sulle spalle".
Le speranze che molti moderati riponevano sui popolarconservatori furono vanificate: essi non arrivarono all'1% dei voti e ottennero solo 4 seggi, inutili per rendere più stabile la maggioranza. La Federazione nazionale dell'industria tedesca invitò i suoi membri nel mese di agosto a sostenere solo i partiti capaci di "stare sul terreno costituzionale" e che agivano "in modo inequivocabile per la conservazione e lo sviluppo del settore privato e della proprietà privata". L'appello, che aveva una vocazione antinazista e (soprattutto) anticomunista, non venne raccolto dagli elettori: dei 577 parlamentari eletti, soltanto 200 erano fedeli a Brüning. Visti i diverbi e i dissidi tra i partiti di centro e i socialdemocratici, le speranze di formare un governo di maggioranza erano ben poche.
All'apertura dei lavori del nuovo Reichstag, il 13 ottobre 1930, i parlamentari del Partito Nazista si presentarono con le caratteristiche camicie brune: in Prussia vigeva una legge che vietava l'utilizzo di divise militari in luogo pubblico, ma ormai i nazisti potevano permettersi di violarla dato che godevano dell'immunità parlamentare. Lo stesso giorno avvenne un pogrom a Berlino: le SA insultarono e picchiarono tutti gli ebrei che passavano per la Capitale, rompendo le vetrine dei negozi gestiti da semiti.
Il risultato fu un massiccio ritiro dei prestiti stranieri a breve termine (negli anni venti le banche tedesche avevano ricevuto un afflusso di oro da investitori delle altre nazioni che reputavano sicuri e professionali gli istituti germanici). La conseguente carenza di liquidità e dei tassi d'interesse provocò un tentativo da parte del Reichsbank, che fermò le deduzioni di credito accentuando gli effetti deflazionistici della crisi economica globale in corso.

## Reazioni
Il quotidiano Frankfurter Zeitung commentò i risultati in maniera amareggiata, segnalando che la campagna elettorale selvaggia e il non lieto stato del capitale tedesco avevano favorito i partiti radicali; dei dubbi venivano espressi sulle reali possibilità di Hitler di rispettare le promesse elettorali.
Il Times esaminò le elezioni segnalando l'incapacità dei partiti tradizionali di tenere a freno le spinte estremiste dei cittadini mentre il francese Les Temps e il britannico Daily Mail plaudirono ai risultati perché vedevano in Hitler un baluardo contro il bolscevismo.
Il 23 settembre il presidente del Reich Paul von Hindenburg affermò in una dichiarazione consegnata alle agenzie di stampa straniere che un colpo di Stato legale era imminente: in tal modo si pensava di correre ai ripari in vista dell'ulteriore ritiro dei capitali stranieri dalla Germania. Brüning proseguì nel suo incarico, di cancelliere, ma meno di due anni dopo fu costretto ad arrendersi.